# جوزف امباخ
جوزف امباخ (انگلیسی: Josef Umbach; ۸ دسامبر ۱۸۸۹ – ۳۰ سپتامبر ۱۹۷۶) بازیکن فوتبال اهل آلمان بود.
وی همچنین در تیم ملی فوتبال آلمان بازی کرده‌است.